# Joe Pesci
Joseph Frank "Joe" Pesci ([pɛʃi], n. 9 februarie 1943) este un actor american de origine italiană.

## Biografie
Un actor complet, Joe Pesci avea să cunoască succesul datorită celebrelor filme ale regizorului Martin Scorsese. Născut pe 9 februarie 1943 în Newark, New Jersey, Pesci a fost un copil actor, care a început să lucreze la radio de la vârsta de 4 ani. Apare pe Broadway doar un an mai târziu și în 1953 apare regulat la televiziune în programul "Star Time Kids".

## Filmografie

### Film
| An   | Titlu                                  | Rol                           | Note |
| ---- | -------------------------------------- | ----------------------------- | --- |
| 1961 | Hey, Let's Twist                       | Dancer at the Peppermint Club | necreditat |
| 1969 | Out of It                              | Michael                       | |
| 1976 | The Death Collector                    | Joe Salvino                   | |
| 1980 | Raging Bull                            | Joey LaMotta                  | BAFTA Award for Best Newcomer National Board of Review Award for Best Supporting Actor National Society of Film Critics Award for Best Supporting Actor New York Film Critics Circle Award for Best Supporting Actor Nominated – Academy Award for Best Supporting Actor Nominated – Golden Globe Award for Best Supporting Actor – Motion Picture |
| 1982 | I'm Dancing as Fast as I Can           | Roger                         | |
| 1982 | Dear Mr. Wonderful                     | Ruby Dennis                   | |
| 1983 | Eureka                                 | Mayakofsky                    | |
| 1983 | Easy Money                             | Nicky Cerone                  | |
| 1984 | Once Upon a Time in America            | Frankie Minaldi               | |
| 1984 | Tutti dentro                           | Corrado Parisi                | |
| 1987 | Man on Fire                            | David Coolidge                | |
| 1988 | Moonwalker                             | Frankie Lideo (aka Mr. Big)   | |
| 1988 | The Legendary Life of Ernest Hemingway | John Dos Passos               | |
| 1989 | Lethal Weapon 2                        | Leo Getz                      | |
| 1990 | Catchfire                              | Leo Carelli (uncredited)      | AKA Backtrack |
| 1990 | Betsy's Wedding                        | Oscar Henner                  | |
| 1990 | Goodfellas                             | Tommy DeVito                  | Academy Award for Best Supporting Actor Boston Society of Film Critics Award for Best Supporting Actor Chicago Film Critics Association Award for Best Supporting Actor Kansas City Film Critics Circle Award for Best Supporting Actor Los Angeles Film Critics Association Award for Best Supporting Actor National Board of Review Award for Best Supporting Actor National Society of Film Critics Award for Best Supporting Actor (2nd place) New York Film Critics Circle Award for Best Supporting Actor (2nd place) Nominated – Golden Globe Award for Best Supporting Actor – Motion Picture |
| 1990 | Home Alone                             | Harry Lyme                    | Villain |
| 1991 | The Super                              | Louie Kritski                 | |
| 1991 | JFK                                    | David Ferrie                  | |
| 1992 | My Cousin Vinny                        | Vincent LaGuardia Gambini     | American Comedy Award for Funniest Actor in a Motion Picture Nominated – MTV Movie Award for Best Comedic Performance |
| 1992 | Lethal Weapon 3                        | Leo Getz                      | |
| 1992 | The Public Eye                         | Leon Bernstein                | |
| 1992 | Home Alone 2: Lost in New York         | Harry Lyme                    | |
| 1993 | A Bronx Tale                           | Carmine                       | Cameo |
| 1994 | Jimmy Hollywood                        | Jimmy Alto                    | |
| 1994 | With Honors                            | Simon Wilder                  | |
| 1995 | Casino                                 | Nicky Santoro                 | Nominalizare – MTV Movie Award for Best Villain |
| 1997 | 8 Heads in a Duffel Bag                | Tommy Spinelli                | |
| 1997 | Gone Fishin'                           | Joe Waters                    | |
| 1998 | Lethal Weapon 4                        | Leo Getz                      | |
| 2006 | The Good Shepherd                      | Joseph Palmi                  | |
| 2010 | Love Ranch                             | Charlie Bontempo              | |
| 2015 | The Irishman                           | Russell Bufalino              | Anunțat |

### Televiziune
| An   | Titlu                | Rol                           | Note                                                                        |
| ---- | -------------------- | ----------------------------- | --------------------------------------------------------------------------- |
| 1966 | The Lucy Show        | Lead Musician Musician Leader | Episodul: "Lucy Gets a Roommate" Episodul: "Lucy and Carol in Palm Springs" |
| 1985 | Half Nelson          | Rocky Nelson                  | Film TV                                                                     |
| 1985 | Half Nelson          | Rocky Nelson                  | 6 episoade                                                                  |
| 1992 | Tales from the Crypt | Vic / Jack                    | Episodul: "Split Personality"                                               |
| 1993 | The Pink Panther     | Dogfather / Puggs (voce)      | Serial TV                                                                   |